# Jarmila Šťastná
Jarmila Šťastná (1. července 1932 Bystrovany – 24. května 2015), rozená Königová, byla československá rychlobruslařka a krasobruslařka. Byla manželkou motocyklového závodníka Františka Šťastného.

## Život
Původně se věnovala krasobruslení a zúčastnila se Mistrovství Evropy 1952 (17. místo). Poté se přeorientovala na rychlobruslení. V roce 1955 vyhrála československý šampionát a na Mistrovství světa byla patnáctá. Na MS 1956 dosáhla svého nejlepšího výsledku ze světových šampionátů – 13. příčky. V první polovině 60. let vyhrála mistrovství Československa ještě čtyřikrát. Jako první, a zároveň i poslední československá závodnice se zúčastnila olympijských soutěží v rychlobruslení, neboť startovala na Zimních olympijských hrách 1964 (500 m – 27. místo, 1000 m – 27. místo, 1500 m – 29. místo). S pravidelným závoděním skončila v roce 1966, následně se však zúčastnila ještě několika jednotlivých závodů, včetně francouzského šampionátu roku 1969.
Napsala dvě knihy, Nekonečné stopy bruslí (1985) o historii krasobruslení a krasobruslení a …mezi peklem a rájem (1991) o svém životě s Františkem Šťastným.
Zemřela 24. května 2015 ve věku 82 let.